# الإسكندرية لتداول الحاويات والبضائع
شركة الإسكندرية لتداول الحاويات والبضائع هي شركة مساهمة مصرية تابعة للشركة القابضة للنقل البحري والبري إحدى شركات وزارة النقل، أنشأت في يونيو 1984، تعمل في نشاط تداول الحاويات والبضائع، وتمتلك محطتين تداول في ميناء الإسكندرية وميناء الدخيلة، أُدرجت أسهم الشركة في البورصة المصرية في 16 أغسطس 1995.

## المساهمون
تتوزع نسب المساهمين في الشركة كالتالي:
- الشركة القابضة للنقل البحري والبري (35.37%)
- ألفا أوريكس ليمتد (32.00%)
- السعودية المصرية للاستثمار (20.00%)
- الهيئة العامة لميناء الإسكندرية (7.63%)

## نشاط الشركة

### محطة حاويات الإسكندرية
الطاقة الإنتاجية الحالية لمحطة الإسكندرية 500 ألف حاوية مكافئة
- طول الرصيف 531 متر.
- مساحة المحطة 163000 م2
- عمق الرصيف 14 متر.
- عدد 2 ونش رصيف بنامكس حمولة 32 طن.
- عدد 1 ونش رصيف فوق بنامكس حمولة 40 طن.
- عدد 2 ونش رصيف بوست بنامكس حمولة 60 طن.
- عدد 6 ونش ساحة 40 طن قادرة على الرص 5+1.

### محطة حاويات الدخيلة
الطاقة الإنتاجية لمحطة الدخيلة مليون حاوية مكافئة
- طول الرصيف 1040 متر.
- مساحة المحطة 406000 م2
- عمق الرصيف 12 متر إلى 14 متر.
- عدد 5 ونش رصيف بوست بنامكس حمولة 40 طن.
- عدد 2 ونش رصيف سوبر بوست بنامكس حمولة 60 طن.
- عدد 1 ونش موبايل حمولة 100 طن.
- عدد 8 ونش ساحة 40 طن قادرة على الرص 5+1.
- مخزن الحاويات المشتركة.

## وصلات خارجية
- الموقع الرسمي للشركة.